# Surrender of General Toral
Surrender of General Toral er en amerikansk stumfilm fra 1898.